# Neubiendorf
Neubiendorf ein Ortsteil der Stadt Mücheln (Geiseltal) im Saalekreis in Sachsen-Anhalt.

## Geografische Lage
Neubiendorf liegt östlich von Mücheln im Geiseltal am Südrand des Geiseltalsees. Angrenzende Orte sind Mücheln im Westen und Krumpa im Osten. Der nördlich angrenzende Ort Eptingen musste aufgrund des Braunkohletagebaus in den 1960er Jahren weichen.

## Geschichte
Neubiendorf wurde 1919 als Bergarbeitersiedlung südlich des Orts Möckerling gegründet. Ihren Namen erhielt sie von der Wüstung Bündorf westlich von Möckerling. Um eine Verwechslung mit der bei Schkopau liegenden Siedlung Bündorf zu vermeiden, nannte man die neu entstandene Bergarbeitersiedlung „Neubiendorf“.
1928 wurde in Neubiendorf eine katholische Notkirche mit dem Namen „Herz-Jesu-Kirche“ erbaut, da durch den Bergbau sehr viele Arbeiter katholischen Glaubens in das bisher evangelisch geprägte Geiseltal gekommen waren.
Im Zuge des fortschreitenden Braunkohlenabbaus im Geiseltal wurde die Siedlung Neubiendorf im Jahre 1964 zu einem Großteil umgesiedelt und 1968 abgebaggert (devastiert). Der kleine übrig gebliebene Zipfel der Gemeinde wurde als „Senftenberger Siedlung“ bezeichnet, da er in den 1920er Jahren von Bergleuten aus Senftenberg bezogen wurde. Auch die katholische Kirche blieb bis heute erhalten, jedoch wurde sie 2006 entweiht (profaniert) und seitdem vom Förderverein Geiseltalsee-Kirche e. V. Mücheln genutzt. Die Bronzeglocke von 1783 wurde in die Kirche von Sankt Micheln umgesetzt.

## Verkehr
Neubiendorf liegt an der Verbindungsstraße von Braunsbedra nach Mücheln. Am Ort vorbei führt die Bahnstrecke Merseburg–Querfurt.

### Nahverkehr
Im öffentlichen Nahverkehr ist Neubiendorf über die Haltestelle Biendorf mit folgender Linie erreichbar:
- Bus 721 (PNVG Merseburg-Querfurt): Merseburg – Großkayna – Neubiendorf – Mücheln